# Vitå
Vitå är en by och småort i Råneå socken i nordligaste delen av Luleå kommun.

## Befolkningsutveckling
| Befolkningsutvecklingen i Vitå 1960–2015      | Befolkningsutvecklingen i Vitå 1960–2015 | Befolkningsutvecklingen i Vitå 1960–2015 | Befolkningsutvecklingen i Vitå 1960–2015 | Befolkningsutvecklingen i Vitå 1960–2015 |
| --------------------------------------------- | ---------------------------------------- | ---------------------------------------- | ---------------------------------------- | ---------------------------------------- |
|                                               |                                          |                                          |                                          |                                          |
| År                                            |                                          |                                          | Folkmängd                                | Areal (ha)                               |
| 1960                                          | 1960                                     |                                          | 323                                      |                                          |
| 1990                                          | 1990                                     |                                          | 77                                       | 24#                                      |
| 1995                                          | 1995                                     |                                          | 87                                       | 28#                                      |
| 2000                                          | 2000                                     |                                          | 83                                       | 29#                                      |
| 2005                                          | 2005                                     |                                          | 78                                       | 29#                                      |
| 2010                                          | 2010                                     |                                          | 70                                       | 29#                                      |
| 2015                                          | 2015                                     |                                          | 63                                       | 37#                                      |
| Anm.: Upphörde som tätort 1965. # Som småort. |                                          |                                          |                                          |                                          |